# Le Célibataire marié
Pour plus de détails, voir Fiche technique et Distribution.
Le Célibataire marié (Married Bachelor) est un film américain réalisé par Edward Buzzell, sorti en 1941.

## Fiche technique
- Titre français : Le Célibataire marié[1]
- Titre original : Married Bachelor
- Réalisation : Edward Buzzell, assisté de Sam Taylor (non crédité)
- Scénario : Dore Schary
- Direction artistique : Cedric Gibbons
- Décors : Edwin B. Willis
- Costumes : Robert Kalloch
- Photographie : George J. Folsey
- Montage : Ben Lewis
- Musique : Lennie Hayton
- Société de production : Metro-Goldwyn-Mayer
- Pays d'origine :  États-Unis
- Format : Noir et blanc - 1,37:1 - Mono
- Genre : comédie
- Date de sortie : 
  - États-Unis : 1941
  - France : 30 août 1946

## Distribution
- Robert Young : Randolph Haven
- Ruth Hussey : Norma Haven
- Felix Bressart : Professeur Ladislaus Milic
- Lee Bowman : Eric Santley
- Sheldon Leonard : Johnny Branigan
- Sam Levene : Cookie Farrar
- Murray Alper : Sleeper